# Добронецкий, Леонид Константинович
Леонид Константинович Добронецкий (1910, село Калиновка, Сигнахский уезд, Тифлисская губерния, Российская империя — неизвестно, Лагодехи, Грузинская ССР) — председатель колхоза имени Калинина Лагодехского района, Грузинская ССР. Герой Социалистического Труда (1966). Депутат Верховного Совета Грузинской ССР.

## Биография
Родился в 1910 году в русской крестьянской семье в селе Калиновка (сегодня в городских границах Лагодехи). После окончания местной начальной школы трудился в сельском хозяйстве. Во время коллективизации вступил в местную сельскохозяйственную артель, которая позднее была преобразована в колхоз имени Калинина Лагодехского района с усадьбой в селе Калиновка. В конце 1930-х годов избран председателем этого же колхоза.
Во время Великой Отечественной войны труженики колхоза имени Калинина при отсутствии средств механизации выполняли задания по снабжению армии продовольствием. После войны за короткий период производство достигло довоенного уровня. За выдающиеся трудовые достижения в уборке листьев табака по итогам работы 1948 года колхозники Иван Лукьянович Гаркушин и Иван Архипович Палагин были удостоены почётного звания Героя Социалистического Труда.
За годы Семилетки (1959—1965) вывел колхоз в число передовых сельскохозяйственных предприятий Лагодехского района. Указом Президиума Верховного Совета СССР от 2 апреля 1966 года удостоен звания Героя Социалистического Труда за «достигнутые успехи в развитии сельского хозяйства, промышленности и науки Грузинской ССР» с вручением ордена Ленина и золотой медали «Серп и Молот» (№ 10906).
Избирался депутатом Верховного Совета Грузинской ССР.
После выхода на пенсию проживал в Лагодехи. С 1970 года — персональный пенсионер союзного значения. Дата смерти не установлена.